# Cephalops ultimus
Cephalops ultimus är en tvåvingeart som först beskrevs av Becker 1900.  Cephalops ultimus ingår i släktet Cephalops och familjen ögonflugor. Arten är reproducerande i Sverige. Inga underarter finns listade i Catalogue of Life.